# لجنة البرلمان الأوروبي للموازنات
لجنة الموازنات (بالإنجليزية: Committee on Budgets)‏ المعروفة اختصاراً بـ BUDG هي إحدى لجان البرلمان الأوروبي. ويبلغ عدد أعضائها 41 عضو بالإضافة إلى 39 عضو احتياطي. الرئيس الحالي للجنة هو يوهان فان أوفرتفيلدت ‏ الذي يشغل هذا المنصب منذ 7 يوليو 2014.

## المسؤوليات
تم تحديد مسؤوليات لجنة الموازنات ضمن النظام الداخلي للبرلمان الأوروبي بما يلي:
1. الإطار المالي المتعدد السنوات لإيرادات ونفقات الاتحاد ونظام الموارد الذاتية للاتحاد
2. صلاحيات البرلمان المتعلقة بالموازنة، أي موازنة الاتحاد وكذلك التفاوض على الاتفاقيات بين المؤسسات وتنفيذها في هذا المجال
3. تقديرات البرلمان وفقًا للإجراء المحدد في القواعد
4. موازنة الهيئات اللامركزية
5. الأنشطة المالية للبنك الأوروبي للاستثمار التي لا تشكل جزءًا من الحوكمة الاقتصادية الأوروبية
6. إعداد موازنة صندوق التنمية الأوروبي، دون المساس بصلاحيات اللجنة المسؤولة عن اتفاقية الشراكة بين مجموعة دول أفريقيا والكاريبي والمحيط الهادئ والاتحاد الأوروبي
7. الآثار المالية والتوافق مع الإطار المالي المتعدد السنوات لجميع قوانين الاتحاد، دون المساس بصلاحيات اللجان ذات الصلة
8. متابعة وتقييم تنفيذ الموازنة الحالية على الرغم من القاعدة 100(1)، ونقل المخصصات، والإجراءات المتعلقة بخطط الإنشاء، والمخصصات الإدارية والآراء المتعلقة بالمشاريع المتعلقة بالمباني ذات الآثار المالية الكبيرة
9. اللائحة المالية، باستثناء الأمور المتعلقة بتنفيذ وإدارة ومراقبة الموازنة.